# Москва. Вид на Кремль от Софийской набережной
Москва. Вид на Кремль от Софийской набережной (также Вид Московского Кремля) — картина русского художника Петра Верещагина, написанная в 1879 году. Хранится в коллекции Ярославского художественного музея.

## История
Картина «Москва. Вид на Кремль от Софийской набережной» была написана художником Петром Верещагиным в 1879 году. На полотне запечатлён вид с Каменного моста на обновлённый Кремль после реконструкции набережной реки и строительства здания Большого Кремлёвского дворца, проект которого разработал архитектор Константин Тон.
Верещагин с применением приёмов академической живописи изобразил реальный вид на город. Им строго переданы пропорции архитектуры и соблюдён закон перспективы: чем дальше предмет, тем меньше он выглядит на полотне. Размеры удалённых объектов художник рассчитывал для соблюдения пропорций.

## Описание
На картине изображена набережная Москвы-реки в ясный солнечный день. Люди на переднем плане каждый занимается своим делом: кто-то ведёт торговлю, кто-то сосредоточенно беседует друг с другом, некоторые неспешно прогуливаются вдоль реки. На противоположном берегу, на холме раскинулся величественный ансамбль Кремля, кирпичные стены которого выкрашены в белый цвет. В Кремле и на Кремлёвской набережной с пристанью изображены маленькие фигурки людей, выглядящие совершенно ничтожными по сравнению с великими творениями средневековых зодчих, построивших Москву на века.

## Влияние картины
Во время реконструкции в 2016 году Кремлёвская набережная была обновлена в ходе строительных работ, при которых рисунок мощения крупными плитами светлого гранита был воспроизведён по картине Петра Верещагина «Москва. Вид на Кремль от Софийской набережной».